# Viktor Krutov
Viktor Krutov (3. ožujka 1953.) je bivši ruski hokejaš.
Od 1979. do 1986. nastupa za Khimik Voskresensk, a od 1986. do 1988. za Lokomotiv Yaroslav. U KHL Medveščak dolazi u sezoni 1988./89. i osvaja prvi naslov državnog prvaka u povijesti kluba. U 36 utakmica postiže 43 gola i 30 asistencija. U klubu ostaje i u sezoni 1989./90. te osvaja dvostruki naslov. U dvije sezone u Medveščaku postigao je 67 golova i 58 asistencija. Karijeru je okončao u slovenskom Bledu.